# Друкаренко Вадим Юрійович
Вади́м Ю́рійович Друкаре́нко — старшина Збройних сил України. Основне місце дислокації військової частини — Житомирська область.

## Нагороди
15 липня 2014 року — за особисту мужність і героїзм, виявлені у захисті державного суверенітету та територіальної цілісності України, вірність військовій присязі під час російсько-української війни, відзначений — нагороджений орденом «За мужність» III ступеня.
3 січня 2015 року нагороджений орденом «За мужність» ІІ ступеня.